# 学校コード
学校コード（がっこうコード）は、日本の学校（専修学校、各種学校、幼保連携型認定こども園を含む）に割り振られている識別子である。

## 概要
高等教育機関については日本産業規格(JIS)として大学・高等専門学校コードがあったが、それ以外の学校種については文部科学省が学校基本調査で用いる学校調査番号があるものの広く用いられるものではなかった。学校調査番号は、各学校を管轄する文部科学省や都道府県ごとに独立して付番されており、特に番号が不足して同一番号の流用がされているなど、一意性のある識別子としては問題があった。高等学校などには大学入試センターが定める高等学校等コードが実質的な全国共通のコードとして用いられるケースもあったが、それ以外の学校種については全国共通で利用可能なコードは存在しなかった。そこで文部科学省が2020年（令和2年）に全国の学校に一意な識別子として学校コードを制定・公開した。

## 構成
学校コードは「学校種」（2桁）、「都道府県番号」（2桁）、「設置区分」（1桁）、「学校番号」（7桁）、「検査数字」（1桁）の5つの要素、計13桁で構成される。

### 学校種
学校コードの1、2桁目であり、当該学校の種別を以下のように区分する。
- A1:幼稚園（幼稚園型認定こども園を含む）
- A2:幼保連携型認定こども園
- B1:小学校
- C1:中学校
- C2:義務教育学校
- D1:高等学校
- D2:中等教育学校
- E1:特別支援学校
- F1:大学
- F2:短期大学
- G1:高等専門学校
- H1:専修学校
- H2:各種学校

### 都道府県番号
学校コードの3、4桁目であり、所在する都道府県を表す。都道府県コードと同じ番号である。

### 設置区分
学校コードの5桁目であり、設置者を以下のように区分する。
- 1:国立
- 2:公立
- 3:私立

### 学校番号
学校コードの6～12桁目であり、上記3つの要素により区分された中で重複なく付番される。桁数が変動することを避けるため、学校番号の1桁目（学校コードの6桁目）に0は用いない。そのため1000000～9999999のいずれかである。

### 検査数字
学校コードの13桁目であり、上記4つの要素の入力誤りを防止するためのチェックディジットである。なお、システム等を用いることにより入力誤りが生じない場合は、省略することが可能である。
検査数字の計算方法は以下のとおりである。
1. アルファベットを以下の通り数字に変換する。
A:01
B:02
C:03
D:04
E:05
F:06
G:07
H:08
2. 1桁目から順に交互に1または2との積を求める。
3. 積が10を超える桁は当該積における一の位と十の位の和に置換する。
4. 各桁の計算結果を足し合わせる。
5. 和を10で割った余りを求める
6. 10から余りを引いた値を検査数字とする。ただし値が10となるときは検査数字を0とする。

### 例
1. 東京大学を例にとる。東京大学は東京都にある国立の大学であり、学校番号は1010270であるため、最初の12桁はF11311010270である。
2. アルファベットを数字に変換し、0611311010270となる。
3. 各桁に交互に1または2との積を求める。
1桁目:0×1=0
2桁目:6×2=12
3桁目:1×1=1
4桁目:1×2=2
5桁目:3×1=3
6桁目:1×2=2
7桁目:1×1=1
8桁目:0×2=0
9桁目:1×1=1
10桁目:0×2=0
11桁目:2×1=2
12桁目:7×2=14
13桁目:0×1=0
4. 2桁目、12桁目の計算結果が10を超えるため、それぞれ1＋2=3、1＋4=5に置換する。
5. 計算結果を足し合わせる。0＋3＋1＋2＋3＋2＋1＋0＋1＋0＋2＋5＋0=20となる。
6. 和を10で割った余りを求めると0となる。
7. 10から余りを引くと10となる。
8. 値が10となったため検査数字は0となる
9. よって東京大学の学校コードはF113110102700となる。